# Hannah Fierman
Hannah Rose Fierman [16 de janeiro de 1974 - Trowbridge, Wiltshire, Inglaterra] é uma atriz americana nascida na Inglaterra, mais conhecida por seu papel como Lily em V/H/S (2012) e Siren (2016).

## Biografia
Hannah Fierman começou a atuar aos três anos de idade para teatro antes de mostrar interesse por cinema e televisão. Desde então, ela acumulou uma grande filmografia e "nunca parou". Ela começou a ganhar reconhecimento no gênero terror com sua atuação como Lily na antologia de terror V/H/S para o segmento "Noite Amadora". Ao ser escalada, Fierman admitiu que o conceito a confundiu um pouco, "Sabe, alguém vem até você e diz, 'Ei, quer ser uma garota demônio nua no meu filme?' É como, Deus, eu faço? Mas David é um contador de histórias incrível. Foi tão interessante a maneira como ele descreveu... Achei que ele era um diretor brilhante". Ela também achou o personagem simpático, "Eu queria que o espectador estivesse em seu time mesmo depois da selvageria ou pelo menos entendesse por que ela fez isso." Ela iria reprisar seu papel em Siren, vagamente baseado no segmento. Fierman continuou seu papel em projetos relacionados ao terror, como Dead by Midnight como atriz principal.

## Filmografia

### Televisão
| Ano  | Título                          | Papel                       | Notas                                         |
| ---- | ------------------------------- | --------------------------- | --------------------------------------------- |
| 2012 | The Game                        | Tessa                       | 2 episódios                                   |
| 2012 | The Vampire Diaries             | Marianna Lockwood           | Episódio: "1912"                              |
| 2012 | The Girl's Guide to Depravity   | Comprimido empurrador Patty | 2 episódios                                   |
| 2014 | Toast of London                 | Madressilva                 | Episódio: "Fool in Love"                      |
| 2014 | Pepper's Place                  | Pimenta                     | Piloto de TV                                  |
| 2015 | Servitude                       | April Christianson          | Piloto de TV                                  |
| 2018 | Dead by Midnight (11pm Central) | Candice Spelling            | Episódio: "Dead Air"                          |
| 2018 | Fear Haus                       | O anti-cristo               | Originado como um curta; Episódio: "Devil 13" |

### Filmes
| Ano  | Título                                | Papel                  | Notas                     |
| ---- | ------------------------------------- | ---------------------- | ------------------------- |
| 2007 | Passion Play                          | Mary Magdelene         | Curta-metragem            |
| 2007 | 2 Centermeters                        | Steven-Sue             | Curta-metragem            |
| 2008 | Order of the Quest                    | The Baroness           |                           |
| 2008 | God Is Dead                           | Snow                   |                           |
| 2009 | The Legend of Zelda: The Hero of Time | Zelda / Sheik          | Filme de fã               |
| 2009 | Death and Beauty                      | Lovely Girl            | Curta-metragem            |
| 2010 | The Dress                             | Floor                  | Curta-metragem            |
| 2010 | Better Late Than Severed              | Demon Vixen            | Curta-metragem            |
| 2011 | People We Know                        | Alexandra Delioncourte | Curta-metragem            |
| 2012 | V/H/S                                 | Lily                   | Segmento: "Amateur Night" |
| 2012 | A Change in the Weather               | Woman                  | Curta-metragem            |
| 2012 | Quietus                               | Rose                   | Curta-metragem            |
| 2013 | 24 Exposures                          | Shannon Fierman        |                           |
| 2014 | Ruins and Reckoning                   | Elona Ray              | Curta-metragem            |
| 2014 | The Unwanted                          | Laura                  |                           |
| 2014 | American Hell                         | Geneva                 | Curta-metragem            |
| 2014 | Fugly!                                | Bug Eyed Girl          |                           |
| 2015 | The Franks: A Blood Puke Segment      | Mrs. Frank             | Curta-metragem            |
| 2015 | Good Grief Suicide Hotline            | Lizzy Graves           |                           |
| 2016 | Gone by Dawn                          | Crystal Corman         |                           |
| 2016 | Shay                                  | Shay                   |                           |
| 2016 | Siren                                 | Lily                   |                           |
| 2016 | Hold Me                               |                        |                           |
| 2016 | Collider                              | Angie                  | Curta-metragem            |
| 2016 | Birthday Cake                         |                        | Curta-metragem            |
| 2017 | The Secret Garden                     | Lily Craven            |                           |
| 2017 | Get Punch                             | Veronica               | Curta-metragem            |
| 2017 | Dandelion                             | Warden Anubikis        | Curta-metragem            |
| 2018 | St. Agatha                            | Sarah                  |                           |
| 2018 | Devil 13                              | The Anti-Christ        | Curta-metragem            |
| 2018 | Delirium                              | Rose Hammond           | Curta-metragem            |
| 2019 | Haven's End                           | Hannah                 |                           |
| 2019 | Evil Little Things                    | Jessica                |                           |
| 2020 | Horror Nights                         | Geneva                 | Segmento: "American Hell" |
| 2020 | On Location                           | Ginny                  |                           |